# Bolschoi Kisil
Der Bolschoi Kisil (russisch Большой Кизил; baschkirisch Оло Ҡыҙыл) ist ein rechter Nebenfluss des Ural in Baschkortostan und in der Oblast Tscheljabinsk in Russland.
Der Bolschoi Kisil entspringt in Baschkortostan zwischen den beiden Gebirgszügen Uraltau und Kryktytau im Südlichen Ural. Er fließt in südlicher Richtung durch das Bergland. Er wendet sich nach Osten, durchschneidet den östlichen Ural-Kamm, überquert die Grenze zur Oblast Tscheljabinsk und trifft nach 172 km rechtsseitig bei Kisilskoje auf den Ural. Das Einzugsgebiet des Bolschoi Kisil umfasst 2080 km².